# George Claridge Druce

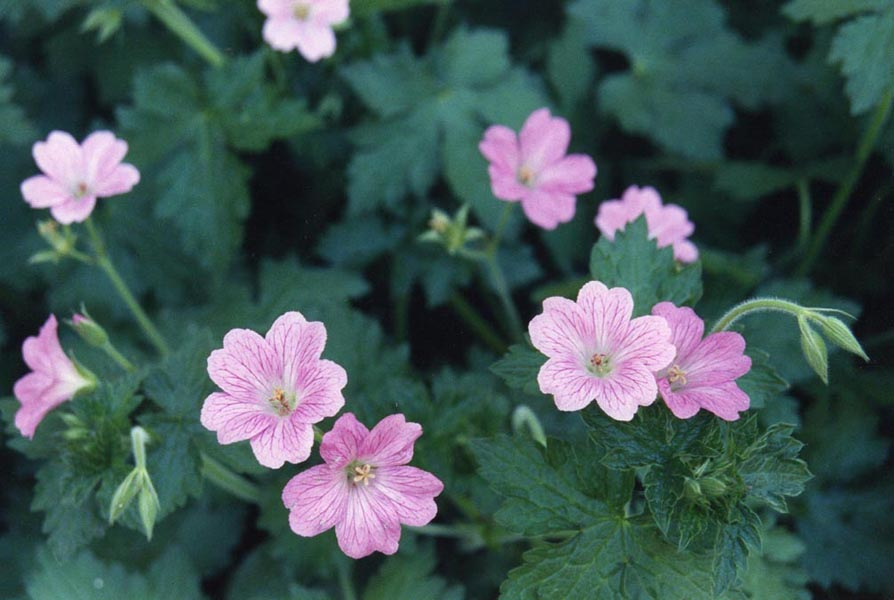
Geranium x oxonianum 'Claridge Druce'.

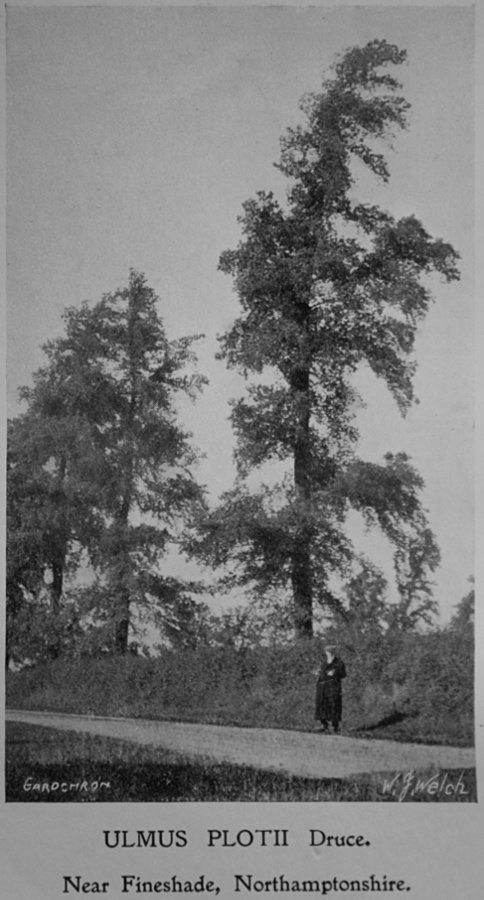
Druce frente a alguns exemplares de Plot's Elms (em Fineshade).

George Claridge Druce (Potterspury, Northamptonshire, 23 de maio de  1850 — Oxford, 29 de fevereiro de 1932) foi um farmacêutico e botânico inglês, que se distinguiu pelos seus estudos florísticos, campo em que deixou extensa obra. Foi Lord Mayor de Oxford (1900-1901).

## Biografia
G. Claridge Druce nasceu  na Watling Street de Potterspury, Northamptonshire, filho de Jane Druce, nascida em 1815 em Woughton-on-the-Green,, Buckinghamshire, solteira. Frequentou a escola na aldeia de Yardley Gobion. Aos 16 anos de idade começou a trabalhar como aprendiz da P. Jeyes & Co., uma empresa farmacêutica em Northampton. Em 1872, com 22 anos de idade, passou nos exames para se tornar farmacêutico.
Em junho de 1879, Druce mudou-se para Oxford e abriu sua própria farmácia, Druce & Co., na High Street de Oxford, estabelecimento que manteria até falecer. Passou a ser uma personalidade bem conhecida de Oxford, a tal ponto que aparece como lojista na sátira intitulada Zuleika Dobson (publicada em 1911), da autoria de Max Beerbohm, que descreve a vida estudantil em Oxford. Uma placa relembra Druce na sua antiga loja, colocada por iniciativa do Oxfordshire Blue Plaques Board em abril de 2018.
O principal interesse de Druce era a botânica. Em 1876, foi um dos fundadores da Northampton Natural History Society. Em 1880, Druce colaborou no relançamento da Ashmolean Natural History Society of Oxfordshire, inicialmente estabelecida como a Ashmolean Society em 1828. Foi fundida com a Oxfordshire Natural History Society por iniciativa de Druce em 1901.
Em 1886, publicou a obra intitulada The Flora of Oxfordshire, a que se seguiu em 1887 The Flora of Berkshire, em 1926 The Flora of Buckinghamshire e em 1929 The Flora of West Ross. Foi uma das poucas pessoas a descrever a flora de mais do que um condado do Reino Unido.
Claridge Druce serviu no Conselho Municipal da Cidade de Oxford de 1892 até sua morte e foi Presidente do Comitê de Saúde Pública da cidade. Serviu como xerife de Oxford durante os anos de 1896-1897. Ofereceu à cidade de Oxford a corrente de ouro e o distintivo do xerife, que ainda são mantidos na Oxford Town Hall, para comemorar o jubileu de diamante da rainha Victoria em 1897. Druce serviu como mayor de Oxford nos anos de 1900-1901. Uma pedra marcando os limites da cidade no topo de Cuckoo Lane, no subúrbio leste de Oxford Headington, foi erguida na época e está gravada com seu nome. Em 1920, Druce foi eleito [alderman]] e está retratado com as suas vestes vermelhas na Câmara do Conselho da cidade.
Em 1889, foi homenageado com o grau de «mestre em artes» (MA) honorário pela University of Oxford e em 1895 foi nomeado curador Fielding no Departamento de Botânica daquela Universidade. Entre suas descobertas, Druce foi o primeiro a reconhecer (1907–1911) como uma variedade distinta de Ulmus minor (ulmeiro) uma forma rara daquela espécies, de folhas estreitas, exclusiva das Midlands inglesas, que ele encontrou em Banbury e Fineshade, Northamptonshire. Designou a forma por Ulmus minor 'Plotii', em homenagem ao botânico de Oxford Robert Plot.
Em 1909, Druce mudou-se para Crick Road, Oxford, passando a designar a sua residência por «Yardley Lodge», em homenagem à aldeia onde passou a sua juventude. Faleceu na sua casa aos 81 anos e foi enterrado no Cemitério de Holywell, Oxford.
George Claridge Druce foi Master of Arts (Oxbridge and Dublin), Doctor of Laws, Justice of the Peace, Fellow of the Royal Society e sócio da Linnean Society
O seu herbário foi combinado com o de Henry Barron Fielding (colecionado na década de 1850) para criar o Fielding-Druce Herbarium da Universidade de Oxford.

## Obras
Entre outras, é autor das seguintes obras:
- — (1886). The Flora of Oxfordshire. Oxford and London: Parker and Company
- — (1897). The flora of Berkshire. Oxford: Clarendon Press
- —; Vines, Sydney Howard (1897). An Account of the Herbarium of the University of Oxford. Oxford: Clarendon Press
- Prior, C.E.; — (1900). Account of Otmoor (PDF). Banbury: W. Potts
- — (1907). The Dillenian herbaria. Oxford: Clarendon Press
- — (1908). List of British plants : containing the spermopytes, pteridophytes and charads found either as natives or growing in a wild state in Britain, Ireland, and the Channel Isles. Oxford: Clarendon Press
- Hayward, W. R.; — (1909). Hayward's botanists' pocket-book 13th ed. London: G. Bell & sons
- Vines, Sydney Howard; — (1914). An account of the Morisonian Herbarium in the possession of the University of Oxford together with biographical and critical sketches of Morison and the two Bobarts and their works and the early history of the Physic Garden 1619-1720. Oxford: Clarendon Press
- Hayward, Ida Margaret; — (1919). The adventive flora of Tweedside. Arbroath: Buncle
- — (1922). Flora Zetlandica. Arbroath: Buncle
- — (1922). The mosses and liverworts of Oxfordshire : being a supplement to the 'Flora of Oxfordshire'. Oxford: Holywell Press
- — (1926). The flora of Buckinghamshire. Arbroath: Buncle
- Trower, Charlotte Georgina; Watson, William Charles Richard (1929).  —, ed. British Brambles. Arbroath: Buncle
- — (1929). The flora of West Ross. Arbroath: Buncle
- — (1930). The flora of Northamptonshire. Arbroath: Buncle
- — (1932). The comital flora of the British Isles. Arbroath: Buncle
- Plants of the Azores, Journal of Botany, January 1911 (também publicado no The Chemist and Druggist do mesmo ano).
- Contribution to the moss-flora of the Atlantic Islands, Journal of Botany, January 1909 (em colaboração com Hugh Neville Dixon).